# Acanista alphoides
Acanista alphoides là một loài bọ cánh cứng trong họ Cerambycidae.